# Alecu Donici
Alexandru Alecu Donici (Donici, 1806 – Piatra Neamț, 1865) è stato uno scrittore rumeno.

## Biografia
Nacque nel comune di Bezin (successivamente ribattezzato in suo onore Donici) in una nobile famiglia originaria della   Bessarabia. Nel 1819 iniziò a frequentare il liceo militare di San Pietroburgo. Nel 1825 fu assegnato con il grado di sottotenente a un reggimento dell'esercito zarista presso Ekaterinburg. Lasciò l'esercito tre anni più tardi per trasferirsi a Chișinău, dove ricoprì varie cariche pubbliche. Nel 1835 si trasferì a Iași e successivamente a Piatra Neamț lavorando nelle istituzioni scolastiche e in magistratura. Nel 1855 fu nominato, assieme a Costache Negruzzi e Gheorghe Asachi, alla direzione del Teatro  Nazionale di Iași.

### Attività letteraria
L'opera  maggiore di Donici è Fabule, pubblicata nel 1842. Si tratta di una raccolta di 87 favole fortemente influenzata da autori russi come Alexander Izmailov, Ivan Ivanovič Dmitriev e soprattutto da Ivan Andreevič Krylov. Donici adatta le  favole alla società moldava del tempo costruendo dei bozzetti satirici che mettono in luce i vizi della nobiltà, le disfunzioni della giustizia, il nepotismo, le superstizioni ecc. Donici collaborò con le maggiori riviste culturali del tempo come ad esempio Curierul de ambe sexe, Dacia literară, Albina Românească. Importanti sono anche le sue traduzioni dal russo, in particolare vanno ricordate le Satire di Antioch Dmitrievič Kantemir pubblicate nel 1844 a Iași e alcuni componimenti poetici di Aleksandr Sergeevič Puškin.